# Sergej Volkov (pattinatore)
Sergej Nikolajevič Volkov (in russo Сергей Николаевич Волков?; Mosca, 19 aprile 1949 – Charkiv, 31 agosto 1990) è stato un pattinatore artistico su ghiaccio sovietico, specializzato nel singolo.

## Palmarès
| Internazionali            | Internazionali | Internazionali | Internazionali | Internazionali | Internazionali | Internazionali | Internazionali | Internazionali | Internazionali | Internazionali | Internazionali |
| Evento                    | 1967–68        | 1968–69        | 1969–70        | 1970–71        | 1971–72        | 1972–73        | 1973–74        | 1974–75        | 1975–76        | 1976–77        | 1977–78        |
| ------------------------- | -------------- | -------------- | -------------- | -------------- | -------------- | -------------- | -------------- | -------------- | -------------- | -------------- | -------------- |
| Giochi olimpici invernali | 18°            |                |                |                |                |                |                |                | 5°             |                |                |
| Campionati mondiali       |                |                | 7°             |                | 10°            |                | 2°             | 1°             |                |                |                |
| Campionati europei        | 12°            | 7°             | 5°             | 6°             |                | 5°             | 2°             | 4°             | 5°             |                |                |
| Universiadi               |                |                | 3°             |                |                |                |                |                |                |                |                |
| Prize of Moscow News      | 2°             |                | 1°             | 2°             | 3°             |                |                | 2°             |                | 3°             | 2°             |
| Nazionali                 |                |                |                |                |                |                |                |                |                |                |                |
| Campionati sovietici      | 4°             | 3°             | 2°             | 2°             | 2°             | 3°             | 1°             | 2°             | 1°             | 3°             | 5°             |